# El abrazo partido
El abrazo partido és una comèdia dramàtica argentina de l'any 2004 coproduïda per l'Argentina, Espanya, França i Itàlia, dirigida per Daniel Burman i protagonitzada per Daniel Hendler, Adriana Aizemberg i Jorge D'Elía entre d'altres. La pel·lícula se centra en Ariel Makaroff, net de refugiats polonesos de l'era de l'Holocaust, que es troba en una complexa cerca de la seva identitat personal i cultural. Va ser la candidata oficial per a representar a l'Argentina als Premis Oscar de 2004 com millor pel·lícula de llengua extragera, encara que finalment no va ser nominada.

## Argument
Ariel (Daniel Hendler) és un jove argentí, d'orígens jueu-polonesos. La seva mare regenta “Creaciones Elías”, una petita botiga de roba interior en una galeria comercial. El seu pare els va abandonar quan Ariel era petit, i se'n va anar a Israel. Ariel desitja emigrar a Europa, per al que necessita un passaport polonès. La seva àvia recorda amb horror la Polònia de la que va haver de fugir per a escapar del genocidi contra els jueus durant la Segona Guerra Mundial.
La pel·lícula gira entorn de la falta d'oportunitats a l'Argentina i la percepció d'Europa com un lloc on progressar, les peculiaritats de la comunitat jueva, i el particular microcosmos de la galeria comercial en la qual es desenvolupa la major part de la pel·lícula.

## Repartiment
- Daniel Hendler (Ariel)
- Sergio Boris (Joseph)
- Adriana Aizemberg (Sonia)
- Jorge D'Elía (Elías)
- Rosita Londner (Àvia d'Ariel)
- Diego Korol (Mitelman)
- Silvina Bosco (Rita)
- Melina Petriella (Estela)
- Isaac Fain (Osvaldo)
- Aitilio Pozzobon (Saligani)
- Luciana Dulitzky (Filla dels Saligani)
- Juan Minujín

## Taquilla
La reeixida pel·lícula de Daniel Burman va recaptar al final del seu recorregut comercial, dins del país, un total de 165.482 espectadors. Va ser sens dubte una de les pel·lícules argentines més vistes del 2004.

## Premis
Entre altres premis, va rebre el premi a la millor pel·lícula i al millor director a la Mostra de Cinema Llatinoamericà de Catalunya i l'Ós de plata al millor actor i el gran premi del Jurat al 54è Festival Internacional de Cinema de Berlín.